# Conrad Biermann von Ehrenschild

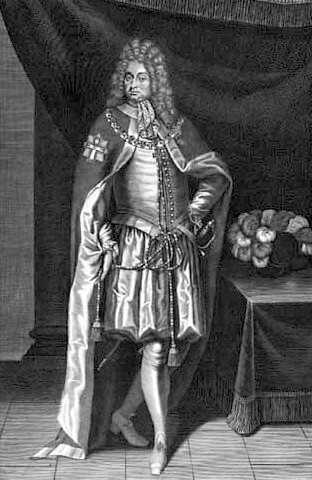
Conrad Biermann von Ehrenschild

Conrad Biermann von Ehrenschild (* 1. August 1629 in Eimeldingen; † 24. April 1698 in Hamburg) war ein deutsch-dänischer Politiker, Träger des Dannebrogordens und Landdrost (Landrat) der Herrschaft Pinneberg. Er war der Stammvater des Adelsgeschlechts „Biermann von Ehrenschild“.

## Leben
Biermann wurde in Eimeldingen geboren und kam mit dem französischen Diplomaten Charles d’Avaugour nach Polen und später mit dessen Nachfolger Hugues Chevalier de Terlon nach Dänemark und ging 1661 in den dänischen Dienst. Er erwies sich als aufgeschlossener Offizier und geschickter Verhandler und wurde von der königlich dänischen Regierung bei mehreren wichtigen Gesandtschaften benötigt. Während des Nordischen Kriegs folgte er Christian V. von Dänemark und Norwegen und war einer der Friedensvermittler im Jahr 1679. 1677 wurde er Minister und wurde 1681 zum Ritter des Dannebrogordens ernannt. Am 29. Oktober 1681 wurde er in den dänischen Adelsstand erhoben und ihm der Name „von Ehrenschild“ gegeben. 1689 war er Landdrost der Herrschaft Pinneberg und verstarb 1698 in Hamburg. Seine letzte Ruhe fand er in der St.-Petri-Kirche in Kopenhagen.
Conrad Biermann von Ehrenschild war mit Anna Knoff (1647–1669) verheiratet, aus dieser Ehe entstammten die Kinder:
- Martin Conrad Biermann von Ehrenschild (1662–1715), verheiratet mit Anna Margrethe von Stöcken
- Elisabeth Biermann von Ehrenschild (1664–1729), verheiratet mit Thomas Balthasar von Jessen
- Anna Maria Biermann von Ehrenschild (1667–1723), verheiratet mit Hans von Boefeke (Böefke)

Mit dem Tod seines Sohnes Martin Conrad im Jahr 1715 starb die männliche Stammreihe gleich wieder aus. Die beiden Schwestern heirateten und nahmen andere Nachnamen an. Als letzte aus dieser Familie verstarb Anna Maria im Jahr 1729.
Die Annahme einiger, dass Conrad Biermann von Ehrenschild (um 1715) zu der gleichnamigen schlesischen Familie „von Ehrenschild“ gehörte, erwies sich als falsch. Dieser stammte aus der Schweiz und war ein Sohn des Martin Biermann, Pastor zu Baden, aus der Ehe mit der aus einem angesehenen Basler Geschlecht entsprossenen Barbara Stocker.